# Келесские памятники культуры
Келесские памятники культуры  — древние памятники в Келесском районе Туркестанской области. Свидетельствуют о жизни и быте людей и племен, проживавших у реки Келес начиная с каменной эпохи до средних веков. В 1973—1974 годы памятники исследовал археолог Х.Алпысбаев. У подножия Казыгурт, в г. Угам, Каржантау, в местностях Киякты, Сусинген, Жалгызарша и Жалпаксу I, II, III нашел поселения каменной эпохи. В 1948—1958 годы исследовательские работы проводили Г. В. Григорьев, А. Н. Бернштам, Г. И. Пацевич, А. Г. Максимова. Были найдены курганы 3—6 вв., исторические поселения 9—12 вв. С 1990 года Д.Талеев ввел в научный оборот археологические памятники развитого (10—12 вв.) и позднего (13—17 вв.) средневековья. 